# 1883 en Ontario
Chronologie de l'Ontario
- 1879
- 1880
- 1881
- 1882
- 1883
- 1884
- 1885
- 1886
- 1887

Cette page concerne des événements d'actualité qui se sont produits durant l'année 1883 dans la province canadienne de l'Ontario.

## Politique
- Premier ministre: Oliver Mowat (Parti libéral)
- Chef de l'Opposition: William Ralph Meredith (Parti conservateur)
- Lieutenant-gouverneur: John Beverley Robinson (en)
- Législature: 4e (en) puis 5e (en)

## Événements

### Février
- 27 février : le Parti libéral d'Oliver Mowat remporte encore une fois l'élection générale pour un quatrième majorité consécutive, bien que son parti a perdu neuf sièges avec 48 candidats élus contre le Parti conservateur de William Ralph Meredith avec le plus de 37 candidats élus que 29 qu'aux élections du 5 juin 1879, 2 libéral indépendant et 1 indépendant.

### Juin
- 16 juin : le libéral James Young (en) est réélu député provincial de Brant-Nord.

### Novembre
- 26 novembre : le libéral David Wright Allison (en) est élu député fédéral de Lennox.

### Décembre
- 10 décembre : le libéral Richard John Cartwright est élu député fédéral de Huron-Sud à la suite de la démission du même parti John McMillan (en).
- 14 décembre :
  - le libéral Donald Mackenzie Cameron (en) est élu député fédéral de Middlesex-Ouest à la suite de la démission du même parti George William Ross pour se présenter sa candidature à l'élection partielle provinciale.
  - lors des trois élections partielles provinciales, le Parti libéral remporte Middlesex-Ouest et Simcoe-Ouest (en) et le Parti conservateur, son candidat William Henry Hammell (en) est réélu député provincial de Cardwell.

## Naissances
- 22 juin : John Bracken, premier ministre du Manitoba et premier chef du Parti progressiste-conservateur du Canada (1942-1948) († 18 mars 1969).
- 30 novembre : James Garfield Gardiner, premier ministre de la Saskatchewan († 12 janvier 1962).

## Décès
- 30 janvier : Pierre-Adolphe Pinsonnault, premier évêque du diocèse de London (1856-1886) (° 23 novembre 1815).
- 14 août : James Cockburn, député fédéral de Northumberland-Ouest (1867-1874, 1878-1881) et 1er président de la Chambre des communes du Canada (1867-1874) (° 13 février 1819).